# Horizon (Album)
Horizon (Alternativtitel Starwatchers) ist ein Jazzalbum von Sun Ra. Die am 17. Dezember 1971 im Ballon Theater, Kairo, entstandenen Aufnahmen erschienen 1973 auf El Saturn Records. 2008 wurde das Album als LP bzw. anschließend als CD in einer erweiterten Fassung bei Art Yard wiederveröffentlicht.

## Hintergrund
Sun Ra kam nach einer Europatournee im Dezember 1971 mit seinem Arkestra nach Ägypten, ohne dort jemanden zu kennen oder eine Konzertverpflichtung zu haben. Es war sein erster Besuch in Ägypten. Mit Unterstützung von Hartmut Geerken, der damals beim Kairoer Goethe-Institut arbeitete, kamen schließlich einige Konzerttermine zustande. Sun Ra besuchte zudem die Pyramiden von Gizeh und gab ein Konzert an der Opferstätte des Sonnengottes Ra in Heliopolis.
Das Album enthält Material, das bei einem Konzert im Ballon Theater in Kairo mitgeschnitten wurde (kurze Zeit später brannte das Theater ab). Im Kairoer Fernsehstudio und bei einem Privatkonzert entstand wenige Tage zuvor die Musik für das Saturn-Album Live In Egypt 1 (bzw. Dark Myth Equation Visitation/Nature's God), teilweise gleichfalls mit Material aus dem Konzert im Ballon Theater das Album Nidhamu. Das Konzert im Ballon Theater wurde vom ägyptischen Kulturministerium unterstützt (eine für den 17. Dezember 1971 dort eigentlich vorgesehene Ballettaufführung wurde von ihm verschoben). Das Eröffnungs-Medley „Starwatchers/Theme of the Stargazers“ beginnt mit Chorgesang und einem Solo von John Gilmore (Tenorsaxophon, Perkussion), bevor das gesamte Arkestra kopfüber in einen trägen Free-Jazz-Jam eintaucht, der sich langsam zu einem intensiven Flöten- und Altsaxophon-[Ensemblespiel] entwickelt, mit Danny Davis, Hakim Rahim und Larry Northington. Die ebenfalls bei dem Konzert dargebotenen Stücke „Lights on a Satellite“, „Friendly Galaxy No. 2“, „Why Go to the Moon?“, „Space Loneliness No. 2“ und ein nicht identifiziertes Stück blieben nach Angaben von Tom Lord unveröffentlicht; allerdings findet sich das Stück „Space Loneliness No. 2“ aus diesem Konzert auf dem Album Nidhamu.

## Titelliste
- Sun Ra: Horizon (Saturn 1217718, Saturn LP 849)

1. Starwatchers/Theme of the Stargazers 1:21
2. Discipline 2
3. Shadow World 1
4. Third Planet
5. Space is the Place
6. Horizon
7. Discipline 8

- Horizon (Art Yard 008)

1. Theme of the Star Gazers 1:21
2. Discipline #2 5:28
3. The Shadow World 16:42
4. Enlightenment 2:36
5. Love in Outer Space 7:12
6. Third Planet 6:44
7. Space in the Place 6:09
8. Horizon 5:31
9. Discipline #8 11:22
10. We’ll Wait for You 1:37
11. The Satellites Are Spinning 11:13

Die Kompositionen stammen von Sun Ra.

## Rezeption
Lindsay Planer verlieh dem Album in Allmusic vier Sterne und schrieb, der Mitschnitt von diesem Konzert in Kairo sei als solches in Ras umfangreichem Kanon außerordentlich wichtig, da sich in Ägypten ein Großteil seiner persönlichen und historischen Mythologie konzentriere. Ras Mini-Moog klinge atonal und schizophren, während seine scharfen Staccato-Beugungen die Klanglandschaft über dem Arkestra durchdringen. Die Aufnahmequalität sei keineswegs perfekt, da sich die Musiker in und außerhalb der Mikrofonreichweite bewegen, es gebe jedoch eine angemessene Wiedergabetreue und man könne gut wahrnehmen, wie die Orchestermusik um Ras wilde Darbietung herum ab- und anschwillt. Sowohl „Discipline 2“ als auch „Discipline 8“ seien Variationen des Arkestra-Standards [sic], und jede für sich einzigartig. Ein weiteres, wenn auch kurzes Highlight sei der Gesang in „Space Is the Place“ und die Free-Jazz-Prozession, bei der die Combo ihre melodischste Interaktion zeigt – jedenfalls auf diesem Album, dass sich Enthusiasten des Avantgarde-Jazz unbedingt zulegen sollten. Es sei ein durch und durch vergnüglicher Klang-Ausflug, der dem vielversprechenden Anlass gerecht werde.